# Авантуре Артура Гордона Пима
Авантуре Артура Гордона Пима (енгл. The Narrative of Arthur Gordon Pym of Nantucket) је роман Едгара Алана Поа о бизарним доживљајима Гордона Пима објављена 1838. године. Иако себе види као непоправљивог реалисту, По се у сијасет случаја показао као мајстор фикције. Тако је и са романом Авантуре Артура Гордона Пима. Овај роман је на српски превела Исидора Секулић. У жељи за пустоловинама бежи од куће и укрцава се као слепи путник на брод „Грампус“. На путовању ће доживети заточење у утроби брода, побуну морнара, борбу са одметницима, буру, глад и жеђ на броду који полагано тоне, канибализам, пут на Јужни пол. 
Приповетка има пролог и епилог који дају псеудо-документарни оквир приповедању. 

## Занимљивости
Четрдесет шест година након првог издања „Авантура Артура Гордона Пима“, енглески брод „Мињонет“ доживео је бродолом у водама јужног Атлантика. Два месеца касније, пароброд „Монтезума“ наишао је на чамац са три преостала члана посаде - капетаном Томом Дадлијем и двојицом морнара, који су, по сопственом признању, преживели само захваљујући канибализму. Име њиховог несрећног друга, чијим остацима су се хранили 35 дана, било је Ричард Паркер, као и у Поовом роману.